# العلاقات الليبية النيجيرية
العلاقات الليبية النيجيرية هي العلاقات الثنائية التي تجمع بين ليبيا ونيجيريا.

## مقارنة بين البلدين
هذه مقارنة عامة ومرجعية للدولتين:
| وجه المقارنة                                              | ليبيا                                       | نيجيريا                     |
| --------------------------------------------------------- | ------------------------------------------- | --------------------------- |
| المساحة (كم2)                                             | 1.76 مليون                                  | 923.77 ألف                  |
| عدد السكان (نسمة)                                         | 6.37 مليون                                  | 190.89 مليون                |
| الكثافة السكانية (ن./كم²)                                 | 3.62                                        | 206.64                      |
| العاصمة                                                   | طرابلس                                      | أبوجا، لاغوس                |
| اللغة الرسمية                                             | اللغة العربية، اللغة العربية الفصحى الحديثة | لغة إنجليزية، اللغة اليوربا |
| العملة                                                    | دينار ليبي                                  | نيرة نيجيرية                |
| الناتج المحلي الإجمالي (بليون دولار)                      | 50.98 مليار                                 | 375.77 مليار                |
| الناتج المحلي الإجمالي (تعادل القوة الشرائية) بليون دولار | 69.32 مليار                                 | 1.09 تريليون                |
| الناتج المحلي الإجمالي الاسمي للفرد دولار أمريكي          |                                             | 2.64 ألف                    |
| الناتج المحلي الإجمالي للفرد دولار أمريكي                 | 15.60 ألف                                   | 5.91 ألف                    |
| مؤشر التنمية البشرية                                      | 0.724                                       | 0.514                       |
| رمز المكالمات الدولي                                      | +218                                        | +234                        |
| رمز الإنترنت                                              | .ly                                         | .ng                         |
| المنطقة الزمنية                                           | ت ع م+02:00، توقيت شرق أوروبا               | ت ع م+01:00                 |

## منظمات دولية مشتركة
يشترك البلدان في عضوية مجموعة من المنظمات الدولية، منها:
| علم المنظمة | اسم المنظمة                        | تاريخ انضمام ليبيا | تاريخ انضمام نيجيريا |
| ----------- | ---------------------------------- | ------------------ | -------------------- |
|             | البنك الإفريقي للتنمية             | ?                  | ?                    |
|             | البنك الدولي للإنشاء والتعمير      | 17 سبتمبر 1958     | 30 مارس 1961         |
|             | منظمة التعاون الإسلامي             | ?                  | ?                    |
|             | منظمة حظر الأسلحة الكيميائية       | ?                  | ?                    |
|             | الأمم المتحدة                      | 14 ديسمبر 1955     | 7 أكتوبر 1960        |
|             | الاتحاد الأفريقي                   | ?                  | ?                    |
|             | وكالة ضمان الاستثمار متعدد الأطراف | 5 أبريل 1993       | 12 أبريل 1988        |
|             | منظمة الشرطة الجنائية الدولية      | ?                  | ?                    |
|             | مؤسسة التنمية الدولية              | 1 أغسطس 1961       | 14 نوفمبر 1961       |
|             | يونسكو                             | 27 يونيو 1953      | 14 نوفمبر 1960       |
|             | مؤسسة التمويل الدولية              | 18 سبتمبر 1958     | 30 مارس 1961         |
|             | الاتحاد البريدي العالمي            | ?                  | ?                    |
|             | الاتحاد الدولي للاتصالات           | 3 فبراير 1953      | 11 أبريل 1961        |

## وصلات خارجية
- موقع وزارة الخارجية الليبية
- موقع وزارة الخارجية النيجيرية